# Франческо Лаурана

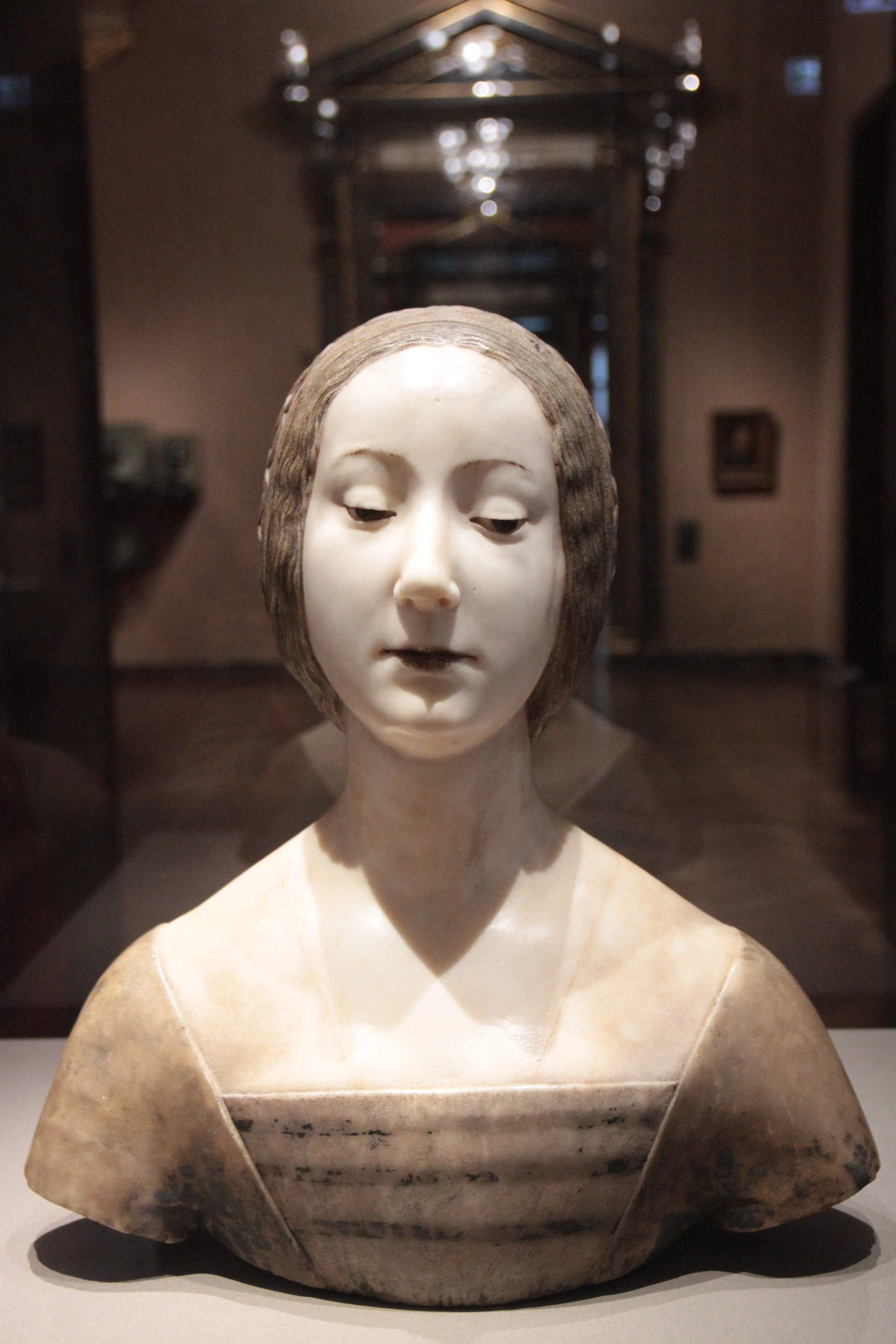
Франческо Лаурана. «Жіноче погруддя» (бл. 1490). Музей історії мистецтв, Відень

Франческо Лаурана (італ. Francesco Laurana), власне Франьо із Врани (хорв. Franjo Vranjanin); бл. 1430, Задар або Врана, біля Задара — 1502, Марсель або Авіньйон) — італійський скульптор і медальєр епохи Раннього Відродження родом із Далмації; учень Джорджо да Себеніко. 
Франческо Лаурана брав участь у створенні багатофігурного рельєфу для тріумфальної арки Альфонсо Арагонського (Неаполь, замок Кастель-Нуово), де працював у 1453—1458 роках. У 1458 році переїхав до Франції, де почав працювати при дворі Рене Анжуйського (1461—1466), виготовляючи портретні медалі у манері Пізанелло. Потім перебрався на Сицилію, і на початку 1470-х повернувся до Неаполю. У 1475—1481 роках виконав скульптурный декор каплиці Сен-Лазар в Старому соборі у Марселі.
В історії італійського мистецтва Лаурана відомий насамперед як майстер жіночих портретів. До числа його перших портретів відноситься скульптурне погруддя Баттісти Сфорца, подружжя урбінского герцога Федеріко да Монтефельтро (бл. 1475, Флоренція, Національний музей Барджелло). Портрет був зроблений після смерті герцогині, і скульптор, мабуть, використав посмертну маску, зняту з обличчя покійної (Париж, Лувр). В скульптурному погрудді цієї молодої жінки вже присутній характерний для митця класичний початок — ідеальна плавність обрисів, певна відчуженість від плину життя. 
Останнє не може бути пояснено тільки тим, що майстер створив портрет померлої жінки: така ж відчуженість властива і двом погруддям Ізабелли Арагонської. У першому з них (бл. 1490, Палермо, Національний музей) молода жінка також постає з напівприкритими очима, обриси її голови, стрункої шиї, плечей ідеально правильні, досконалі, юне обличчя із трохи усміхненими губами трактоване із узагальненістю, яка провіщає стиль Високого Відродження. Портретний початок здебільшого проступає в іншому погрудді Ізабелли Арагонської (бл. 1490, Париж, Лувр), але й тут скульптор досяг невластивої для сучасників ідеальної плавності переходів форм і узагальнених обрисів.